# Taux de remplacement (retraite)
Le taux de remplacement est le pourcentage de son ancien revenu que l'on perçoit une fois arrivé à la retraite. Il varie en fonction des pays, la plupart des systèmes de retraite en Europe le fixant entre 60 % et 80 %. C'est l'une des mesures de l'efficacité de chacun de ces systèmes. Dans plusieurs d'entre eux, il est plafonné pour les hauts-revenus et bénéficie d'un plancher pour les bas revenus sous forme de minimum vieillesse.
Ce taux diminue lorsqu'il est touché par des décotes pour années manquantes de cotisations sociales, qui ne permettent pas de bénéficier d'une retraite à taux plein. Il est fréquemment plus faible dans le secteur privé que dans le secteur public, avec par exemple en France un taux de 60 % pour le premier et de 75 % pour le second, le salaire pris en compte n'incluant pas les primes qui représentent en moyenne un cinquième du traitement des fonctionnaires (ce qui donne un taux effectif de remplacement pour les fonctionnaires d'environ 60%, égal à celui du privé).
En matière de retraite, le taux de remplacement désigne le pourcentage de son revenu d'activité que conserve un salarié lorsqu'il fait valoir ses droits à pension.
Ce taux est fonction du nombre de trimestres cotisés et de l'application éventuelle d'un coefficient de minoration appelé décote (ou, le cas échéant, d'un coefficient de majoration appelé surcote).

## Niveau dans différents grands pays
- En France, il est de 70 % en moyenne (http://www.cor-retraites.fr/IMG/pdf/doc-1880.pdf).

- Pour les salariés du secteur privé et les contractuels du secteur public, le taux de liquidation est de 50 %, ce taux s'appliquant à un salaire moyen calculé sur les 25 meilleures années et limité au plafond de la sécurité sociale. 
Cependant, il faut ajouter la (ou les) pension(s) complémentaire(s) obligatoires par points créées ultérieurement [AGIRC-ARRCO, IRCANTEC, ...]. Elles améliorent  la pension totale : soit environ un tiers de la retraite totale d'un salarié rémunéré sous le plafond de la sécurité sociale et jusque deux tiers pour ceux ayant cotisé au-dessus. 
- Pour les fonctionnaires, le taux est de 75 %, il s'applique seulement sur le traitement indiciaire des six derniers mois. Si ce calcul peut paraître plus avantageux, cependant est à remarquer qu'il exclut les primes perçues de tout droit et montant à retraite (bien que les primes représentent en moyenne 15 à 25 % de la rémunération des fonctionnaires).
Toutefois une pension complémentaire des fonctionnaires (retraite additionnelle de la fonction publique ou RAFP), par points, a été créée en 2003, et pris effet à partir des cotisations versées qu'à compter de janvier 2005. Seules les primes sont cotisées (sans dépasser 20% du traitement annuel) et donnent droit à des points. 
Cette RAFP représente actuellement de faibles montants car elle n'existe que depuis 2005 et les cotisations sont faibles (5% agent et 5% employeur). 
- Ces taux de liquidation sont ceux employés formellement dans le calcul de la pension. Le taux de remplacement est le pendant empirique de ce taux théorique, dont il diffère nécessairement du fait de la polypension ainsi que des décotes et surcotes.
Dans son rapport annuel 2015 le Conseil d'Orientation des retraites (COR) présente une étude approfondie sur l'"évolutions et perspectives  des retraites en France", abordant de façon détaillée la question du taux de remplacement.  Il précise  que "Le taux de remplacement net médian parmi les salariés à carrière complète a diminué entre les générations 1936 et 1946  et, malgré des règles de calcul des pensions différentes ; les taux de remplacement nets médians des salariés du secteur privé et du secteur public sont devenus très proches : 72,1 % pour les salariés nés en 1946 finissant leur carrière dans le secteur public et 73,8 % pour les salariés finissant leur carrière dans le secteur privé (respectivement 73,9 % et 75,2 % si l’on se restreint aux salariés à carrière complète). Les taux de remplacement sont par ailleurs légèrement moins dispersés dans le secteur public que dans le secteur privé. Ces constats ne permettent cependant pas de juger de l’égalité de traitement entre les salariés des secteurs privé et public en matière de retraite, en raison des différences de carrière et de conditions de travail, et du fait que la population des anciens fonctionnaires est en moyenne plus diplômée et plus féminine". 
- En Allemagne, il passera en 2030 à 64 % contre 70 % en 2010[2].
- En Grèce et en Islande, il est supérieur à 90 %[3],
- En Italie, il s'élevait à 80 % du salaire et a été réduit pour certaines catégories qui avaient un taux de 100 %
- Aux Pays-Bas et en Espagne il est de 82 %[4]
- Au Danemark, il est de 75 %[4]
- Dans la moyenne des pays de l'OCDE il est de 58 %[4]
- En Angleterre et aux États-Unis, il est inférieur à 30 % en raison de l'existence d'importants systèmes de retraite par capitalisation